# Federação Internacional de Polo

Federação Internacional de Polo

A Federação Internacional de Polo (FIP) é a federação internacional,reconhecida pelo Comité Olímpico Internacional, encarregada de reger o desporto do polo, sediada em Buenos Aires, na Argentina.
Fundada em 1982, por representantes de onze associações nacionais de polo, atualmente agrega 84 países em 75 associacões nacionais filiadas, dos quais 53 têm o estatuto de full member, 18 são corresponding members e 13 são contact members. No Brasil está representada pela Confederação Brasileira de Polo, com o estatuto de full member.
Além de organizar torneios internacionais, a FIP é responsável pela arbitragem do jogo, faz seminários sobre treinamento, apoia a participação do desporto em todos os níveis e faixa etárias e faz as regra internacionais do polo por meio de um acordo cooperativo com a Asociación Argentina de Polo, o Hurlingham Polo Association da Grã-Bretanha e Irlanda, e a United States Polo Association.

## História
Em 1978, Marcos Uranga organizou o primeiro torneio entre clubes internacionais de polo. Foi em Buenos Aires, com representantes de clubes da América do Sul. Inspirado no sucesso da competição, Uranga começou a pensar em competições entre países.
No início da década de 1980, motivado em aumentar o alcance do polo internacional e restabelecer seu status olímpico, Uranga(que era presidente da Associação Argentina de Polo) sugeriu uma organização internacional de países jogadores de polo. Uranga e o ex-embaixador dos EUA Glen Holden se tornaram amigos, e ele pediu ajuda a Holden. Houve um encontro em Buenos Aires, e em Abril de 1982, a FIP foi criada com 12 associações nacionais de polo: Argentina, Brasil, Colombia, Chile, El Salvador, Espanha, França, Itália, México, Peru e Zimbábue[carece de fontes?]. Sua sede foi na Argentina, por ser considerado o país com mais experiência em organizar torneios, e também era adequado pra pratica de polo, com muitos cavalos e muitos estrangeiros iam ao anual Argentine Open. Marcos Uranga foi o primeiro presidente da FIP e seu mandato durou quinze anos.
A federação obteve filiação a Associação Global de Federações Esportivas Internacionais(GAISF) em Outubro de 1982, durante assembleia geral da associação em Monaco. Em Março de 2009, a FIP assinou com Federação Equestre Internacional (FEI) um memorando de entendimento, no qual ambas as federação aumentam o seu nível de cooperação.
A FIP é uma organização sem fins lucrativos registrada no Uruguai no Ministério da Educação e Cultura (Uruguai) e regida pela legislação uruguaia. Uranga deixou a presidência da FIP em 1997, embora tenha permanecido ativo na federação. Seu segundo presidente foi Glen Holden.